# Liste des accidents ferroviaires en France en 1924
Pour des articles plus généraux, voir Liste des accidents ferroviaires en France, Liste des accidents ferroviaires en France au XXe siècle et Liste des accidents ferroviaires en France dans les années 1920.
La liste des accidents ferroviaires en France en 1924, est une liste non exhaustive, chronologique par mois.

## Janvier
- 29 janvier 1924 - Vers 19 heures 15, sur la ligne Paris-Tours par Vendôme, peu après la gare de Château-Renault, au croisement avec la ligne allant de Vouvray à Sargé-sur-Braye, l'express Tours-Paris est pris en écharpe par un train de marchandises venant de Sargé dont le mécanicien a brûlé un signal d'arrêt. C'est le wagon-restaurant, où le personnel s’apprête à assurer le premier service, qui subit l'essentiel du choc : le maître d'hôtel et le cuisinier sont tués, le plongeur et des serveurs et serveuses sont blessés, ainsi qu'une voyageuse[2].

## Mars
- 2 mars 1924 - À Paris, vers minuit, un train pour Rueil quitte la gare Saint-Lazare lorsqu'à la suite de la manœuvre intempestive d'un aiguillage, l'avant-dernière voiture, d'un modèle ancien à impériale, déraille et se couche en se disloquant. On en tirera deux morts et une quinzaine de blessés[3].
- 10 mars 1924 - À 4 heures 30, le rapide Calais-Vintimille déraille 10 km avant Lyon à la bifurcation de Collonges-Fontaines, le mécanicien ayant conservé une vitesse excessive à la suite d'un malentendu sur son itinéraire. La locomotive et son tender se couchent; le wagon-restaurant et deux sleepings qui les suivent sont détruits. L'accident fera quatre morts et une quinzaine de blessés, majoritairement Anglais[4].
- 23 mars 1924 - Sur la ligne Metz-Strasbourg, à 2 heures, près de la gare de Bénestroff, l'aiguilleur de service s'étant endormi, le rapide Calais-Bâle est dirigé par erreur sur la voie où un train de charbon a été garé pour lui laisser le passage. Sa locomotive se couche, et deux fourgons et trois voitures de troisième classe viennent de disloquer contre elle. L'accident fera neuf morts et quinze blessés, dont treize graves[5].

## Avril
- 15 avril 1924 - Sur la ligne Bordeaux-Paris, en gare de Saint-Saviol, vers 3 heures, par suite d'une défaillance de la signalisation (lanterne d'un sémaphore éteinte), le train de luxe 21 Paris-Côte d'Argent percute la locomotive d'un train de marchandises en manœuvre. La machine se renverse et le fourgon et quatre voitures de tête déraillent. L'accident fait un mort, le mécanicien du rapide, et huit blessés légers, six cheminots et deux voyageurs[6].

## Mai
- 14 mai 1924 - À Port-d'Atelier-Amance, sur la ligne Paris-Mulhouse, de nuit, l'express Paris-Belfort-Bâle prend en écharpe à la bifurcation de la ligne d'Aillevillers un train de marchandises se dirigeant vers Faverney, détruisant trois de ses wagons. Un garde-frein est tué, trois autres cheminots sont blessés, tous les voyageurs sont indemnes[7].

## Juin
- 14 juin 1924 - Vers minuit, sur la ligne de Creil à Jeumont, près de Landrecies, le train Paris-Berlin est tamponné par un train de marchandises, qui écrase son fourgon de queue et un wagon-poste. Un postier ambulant est tué, sept autres sont blessés[8].

## Juillet
- 11 juillet 1924 - Sur la ligne Paris-Strasbourg, entre Châlons-sur-Marne et Vitry-le-François, vers 4 heures, en gare de Vitry-la-Ville, après qu'un wagon situé au milieu d'un train de charbon a été différé pour cause de boite chaude, le convoi en cours de reformation manœuvre sur les voies principales lorsque survient un rapide Strasbourg-Paris qui le percute par l'arrière et pulvérise ses derniers wagons, alors que le fourgon et les deux premières voitures du train tamponneur s'écrasent contre sa locomotive. Des débris, on tirera cinq morts et seize blessés[9].

## Octobre
- 28 octobre 1924 - À l'entrée de la gare de Crépy-en-Valois, sur la ligne de Paris à Soissons vers 19 heures, un train de voyageurs venant de Paris percute l'arrière d'un convoi de marchandises arrêté à un carré. Derrière la machine et le fourgon, une voiture de deuxième classe est pratiquement broyée, et on en tire quatre blessés graves, dont l'un décèdera le lendemain[10].

## Novembre
- 6 novembre 1924 - Sur la ligne Paris-Le Havre, entre les gares de Malaunay et de Barentin, dans le tunnel de Pissy-Pôville, vers 22 heures, le mauvais état de la voie provoque le déraillement d'un bogie du wagon-restaurant du rapide Paris-Le Havre, qui se couche sur la voie opposée, entrainant avec lui les trois dernières voitures et le fourgon de queue. L'ensemble est percuté peu après par un train de marchandises de sens inverse, dont le mécanicien n'a pu être averti à temps pour freiner suffisamment. L'accident fera deux morts et huit blessés[11].

## Décembre
- 8 décembre 1924 - Dans le brouillard, vers 11 heures 30, sur la ligne Paris-Clermont-Ferrand, près de la gare de Riom, un train de ballast transportant des terrassiers percute par l'arrière un train de marchandises à l'arrêt. Deux ouvriers sont tués, huit autres blessés[12].